# Playoffs ACB 2020-21
Los Playoffs ACB 2020-21 se disputaron desde el 31 de mayo hasta el 15 de junio de 2021.

## Formato
En función de la clasificación de la liga regular se establecen diversos enfrentamientos. En esta temporada, de forma excepcional (debido a la presencia del FC Barcelona en la Final Four de la Euroliga y que la fase regular se haya retrasado hasta el 23 de mayo para recolocar los partidos aplazados), todas la eliminatorias se jugarán al mejor de tres partidos. El mejor clasificado en la liga regular jugará el primer partido y el hipotético tercer partido en casa.

## Equipos clasificados
Los equipos que al final de la liga regular ocupen una posición entre el 1.º y el 8.º puesto, tienen derecho a participar en los Playoffs por el título.
| - Real Madrid (1.º) - Barça (2.º) - Lenovo Tenerife (3.º) - Valencia Basket (4.º) - TD Systems Baskonia (5.º) - Hereda San Pablo Burgos (6.º) - Club Joventut Badalona (7.º) - Herbalife Gran Canaria (8.º) |

## Cuadro resumen
|  | Cuartos de final 31 de mayo - 5 de junio | Cuartos de final 31 de mayo - 5 de junio | Cuartos de final 31 de mayo - 5 de junio | Cuartos de final 31 de mayo - 5 de junio | Cuartos de final 31 de mayo - 5 de junio | Cuartos de final 31 de mayo - 5 de junio |               |               | Semifinales 6-11 de junio | Semifinales 6-11 de junio | Semifinales 6-11 de junio | Semifinales 6-11 de junio | Semifinales 6-11 de junio | Semifinales 6-11 de junio |  |  | Finales 13-17 de junio | Finales 13-17 de junio | Finales 13-17 de junio | Finales 13-17 de junio | Finales 13-17 de junio | Finales 13-17 de junio |
|  |                                          |                                          |                                          |                                          |                                          |                                          |               |               |                           |                           |                           |                           |                           |                           |  |  |                        |                        |                        |                        |                        |                        |
|  |                                          |                                          |                                          |                                          |                                          |                                          |               |               |                           |                           |                           |                           |                           |                           |  |  |                        |                        |                        |                        |                        |                        |
|  |                                          |                                          |                                          |                                          |                                          |                                          |               |               |                           |                           |                           |                           |                           |                           |  |  |                        |                        |                        |                        |                        |                        |
|  | 1 Real Madrid                            | 1 Real Madrid                            | 1 Real Madrid                            | 1 Real Madrid                            | 103                                      | 81                                       |               |               |                           |                           |                           |                           |                           |                           |  |  |                        |                        |                        |                        |                        |                        |
|  | 1 Real Madrid                            | 1 Real Madrid                            | 1 Real Madrid                            | 1 Real Madrid                            | 103                                      | 81                                       |               |               |                           |                           |                           |                           |                           |                           |  |  |                        |                        |                        |                        |                        |                        |
|  | 8 Herbalife Gran Canaria                 | 8 Herbalife Gran Canaria                 | 8 Herbalife Gran Canaria                 | 8 Herbalife Gran Canaria                 | 79                                       | 75                                       |               |               |                           |                           |                           |                           |                           |                           |  |  |                        |                        |                        |                        |                        |                        |
|  | 8 Herbalife Gran Canaria                 | 8 Herbalife Gran Canaria                 | 8 Herbalife Gran Canaria                 | 8 Herbalife Gran Canaria                 | 79                                       | 75                                       | 1 Real Madrid | 1 Real Madrid | 1 Real Madrid             | 81                        | 67                        | 80                        |                           |                           |  |  |                        |                        |                        |                        |                        |                        |
|  |                                          |                                          |                                          |                                          |                                          |                                          | 1 Real Madrid | 1 Real Madrid | 1 Real Madrid             | 81                        | 67                        | 80                        |                           |                           |  |  |                        |                        |                        |                        |                        |                        |
|  |                                          | 4 Valencia Basket                        | 4 Valencia Basket                        | 4 Valencia Basket                        | 70                                       | 85                                       | 77            |               |                           |                           |                           |                           |                           |                           |  |  |                        |                        |                        |                        |                        |                        |
|  | 4 Valencia Basket                        | 4 Valencia Basket                        | 4 Valencia Basket                        | 4 Valencia Basket                        | 70                                       | 85                                       | 77            | 87            | 65                        | 78                        |                           |                           |                           |                           |  |  |                        |                        |                        |                        |                        |                        |
|  | 4 Valencia Basket                        | 4 Valencia Basket                        | 4 Valencia Basket                        |                                          |                                          |                                          |               |               |                           | 78                        |                           |                           |                           |                           |  |  |                        |                        |                        |                        |                        |                        |
|  | 5 TD Systems Baskonia                    | 5 TD Systems Baskonia                    | 5 TD Systems Baskonia                    | 86                                       | 76                                       | 73                                       |               |               |                           |                           |                           |                           |                           |                           |  |  |                        |                        |                        |                        |                        |                        |
|  | 5 TD Systems Baskonia                    | 5 TD Systems Baskonia                    | 5 TD Systems Baskonia                    | 86                                       | 76                                       | 73                                       | 1 Real Madrid | 1 Real Madrid | 1 Real Madrid             | 1 Real Madrid             | 75                        | 73                        |                           |                           |  |  |                        |                        |                        |                        |                        |                        |
|  |                                          |                                          |                                          |                                          |                                          |                                          | 1 Real Madrid | 1 Real Madrid | 1 Real Madrid             | 1 Real Madrid             | 75                        | 73                        |                           |                           |  |  |                        |                        |                        |                        |                        |                        |
|  |                                          | 2 Barça                                  | 2 Barça                                  | 2 Barça                                  | 2 Barça                                  | 89                                       | 92            |               |                           |                           |                           |                           |                           |                           |  |  |                        |                        |                        |                        |                        |                        |
|  | 2 Barça                                  | 2 Barça                                  | 2 Barça                                  | 2 Barça                                  | 2 Barça                                  | 89                                       | 92            | 84            | 63                        | 94                        |                           |                           |                           |                           |  |  |                        |                        |                        |                        |                        |                        |
|  | 2 Barça                                  | 2 Barça                                  | 2 Barça                                  |                                          |                                          |                                          |               |               |                           | 94                        |                           |                           |                           |                           |  |  |                        |                        |                        |                        |                        |                        |
|  | 7 Club Joventut Badalona                 | 7 Club Joventut Badalona                 | 7 Club Joventut Badalona                 | 74                                       | 72                                       | 73                                       |               |               |                           |                           |                           |                           |                           |                           |  |  |                        |                        |                        |                        |                        |                        |
|  | 7 Club Joventut Badalona                 | 7 Club Joventut Badalona                 | 7 Club Joventut Badalona                 | 74                                       | 72                                       | 73                                       | 2 Barça       | 2 Barça       | 2 Barça                   | 112                       | 68                        | 89                        |                           |                           |  |  |                        |                        |                        |                        |                        |                        |
|  |                                          |                                          |                                          |                                          |                                          |                                          | 2 Barça       | 2 Barça       | 2 Barça                   | 112                       | 68                        | 89                        |                           |                           |  |  |                        |                        |                        |                        |                        |                        |
|  |                                          | 3 Lenovo Tenerife                        | 3 Lenovo Tenerife                        | 3 Lenovo Tenerife                        | 69                                       | 80                                       | 72            |               |                           |                           |                           |                           |                           |                           |  |  |                        |                        |                        |                        |                        |                        |
|  | 3 Lenovo Tenerife                        | 3 Lenovo Tenerife                        | 3 Lenovo Tenerife                        | 3 Lenovo Tenerife                        | 69                                       | 80                                       | 72            | 86            | 92                        |                           |                           |                           |                           |                           |  |  |                        |                        |                        |                        |                        |                        |
|  | 3 Lenovo Tenerife                        | 3 Lenovo Tenerife                        | 3 Lenovo Tenerife                        | 3 Lenovo Tenerife                        |                                          |                                          |               |               |                           |                           |                           |                           |                           |                           |  |  |                        |                        |                        |                        |                        |                        |
|  | 6 Hereda San Pablo Burgos                | 6 Hereda San Pablo Burgos                | 6 Hereda San Pablo Burgos                | 6 Hereda San Pablo Burgos                | 78                                       | 68                                       |               |               |                           |                           |                           |                           |                           |                           |  |  |                        |                        |                        |                        |                        |                        |
|  | 6 Hereda San Pablo Burgos                | 6 Hereda San Pablo Burgos                | 6 Hereda San Pablo Burgos                | 6 Hereda San Pablo Burgos                | 78                                       | 68                                       |               |               |                           |                           |                           |                           |                           |                           |  |  |                        |                        |                        |                        |                        |                        |

## Cuartos de final

### Real Madrid-Herbalife Gran Canaria
| 31 de mayo de 2021 22:00 (CET) Partido 1 | Real Madrid                                                                       | 103–79 (Series: 1–0)     | Herbalife Gran Canaria                                        | Madrid |  |
|                                          | Parciales: 34-11, 22-19, 22-34, 25-15                                             |                          |                                                               | |  |
|                                          | Estadísticas Laprovittola, Poirier, Llull 14 Poirier 11 Laprovittola 6 Poirier 26 | Reporte Pts Reb Asts Val | Estadísticas 23 Costello 6 Stević 4 Albicy, Dimša 23 Costello | Pabellón: WiZink Center Asistencia: 0 espectadores Árbitros: Fernando Calatrava Cuevas Sergio Manuel Rodríguez Rubén Sánchez Mohedas Televisión: |  |

| 2 de junio de 2021 22:00 (CET) Partido 2 | Herbalife Gran Canaria                                      | 75–81 (Series: 0–2)      | Real Madrid                                                                | Las Palmas de Gran Canaria |  |
|                                          | Parciales: 15-16, 20-21, 16-21, 24-23                       |                          |                                                                            | |  |
|                                          | Estadísticas Slaughter 22 Costello 11 Albicy 4 Slaughter 17 | Reporte Pts Reb Asts Val | Estadísticas 15 Fernández 12 Tavares 3 Llull, Alocén, Causeur 17 Fernández | Pabellón: Gran Canaria Arena Asistencia: 0 espectadores Árbitros: Carlos Peruga Embid Jorge Martínez Fernández Esperanza Mendoza Holgado Televisión: |  |

| Pasa a semifinales Real Madrid |

### Valencia Basket-TD Systems Baskonia
| 31 de mayo de 2021 19:45 (CET) Partido 1 | Valencia Basket                                             | 87–86 (Series: 1–0)      | TD Systems Baskonia                                       | Valencia |  |
|                                          | Parciales: 22-18, 13-26, 25-19, 27-23                       |                          |                                                           | |  |
|                                          | Estadísticas Dubljević 20 Kalinić 7 Van Rossom 7 Kalinić 24 | Reporte Pts Reb Asts Val | Estadísticas 16 Peters 7 Polonara 3 Henry, Colom 18 Henry | Pabellón: Pabellón Fuente de San Luis Asistencia: 1 500 espectadores Árbitros: Daniel Hierrezuelo Navas Juan de Dios Oyón Cauqui Joaquín García González Televisión: |  |

| 2 de junio de 2021 19:45 (CET) Partido 2 | TD Systems Baskonia                                            | 76–65 (Series: 1–1)      | Valencia Basket                                               | Vitoria |  |
|                                          | Parciales: 26-16, 15-12, 21-18, 14-19                          |                          |                                                               | |  |
|                                          | Estadísticas Giedraitis 15 Giedraitis 7 Henry 10 Giedraitis 24 | Reporte Pts Reb Asts Val | Estadísticas 20 Prepelič 9 Dubljević 3 Van Rossom 15 Prepelič | Pabellón: Fernando Buesa Arena Asistencia: 0 espectadores Árbitros: Emilio Pérez Pizarro Arnau Padrós Feliu Javier Torres Sánchez Televisión: |  |

| 4 de junio de 2021 22:00 (CET) Partido 3 | Valencia Basket                                           | 78–73 (Series: 2–1)      | TD Systems Baskonia                                 | Valencia |  |
|                                          | Parciales: 23-19, 20-15, 16-19, 19-20                     |                          |                                                     | |  |
|                                          | Estadísticas Kalinić 18 Kalinić 7 Van Rossom 6 Kalinić 29 | Reporte Pts Reb Asts Val | Estadísticas 16 Dragić 6 Jekiri 8 Henry 20 Polonara | Pabellón: Pabellón Fuente de San Luis Asistencia: 1 000 espectadores Árbitros: Miguel Ángel Pérez Pérez Carlos Peruga Embid Alberto Sánchez Sixto Televisión: |  |

| Pasa a semifinales Valencia Basket |

### Barça-Club Joventut de Badalona
| 1 de junio de 2021 22:00 (CET) Partido 1 | Barça                                                     | 84–74 (Series: 1-0)      | Club Joventut de Badalona                                   | Barcelona |  |
|                                          | Parciales: 26-18, 14-20, 20-12, 24-24                     |                          |                                                             | |  |
|                                          | Estadísticas Bolmaro 16 Gasol 6 Hanga, Bolmaro 4 Gasol 18 | Reporte Pts Reb Asts Val | Estadísticas 17 Tomić 8 Tomić 3 Dimitrijević 19 Brodziansky | Pabellón: Palau Blaugrana Asistencia: 0 espectadores Árbitros: Òscar Perea Lorente Martín Caballero Madrid Cristóbal Sánchez Cutillas Televisión: |  |

| 3 de junio de 2021 22:00 (CET) Partido 2 | Club Joventut de Badalona                        | 72–63 (Series: 1-1)      | Barça                                                 | Badalona |  |
|                                          | Parciales: 23-13, 8-14, 18-17, 23-19             |                          |                                                       | |  |
|                                          | Estadísticas Bassas 20 Parra 7 Tomić 7 Bassas 19 | Reporte Pts Reb Asts Val | Estadísticas 13 Higgins 8 Davies 5 Higgins 19 Mirotić | Pabellón: Pabellón Olímpico de Badalona Asistencia: 1 000 espectadores Árbitros: Juan Carlos García González Vicente Bultó Estébanez Alfonso Olivares Iglesias Televisión: |  |

| 5 de junio de 2021 18:30 (CET) Partido 3 | Barça                                               | 94–73 (Series: 2-1)      | Club Joventut de Badalona                                      | Barcelona |  |
|                                          | Parciales: 25-21, 20-17, 37-14, 12-21               |                          |                                                                | |  |
|                                          | Estadísticas Kuric 22 Abrines 7 Calathes 9 Kuric 24 | Reporte Pts Reb Asts Val | Estadísticas 17 Tomić 5 Ventura, Tomić 6 Dimitrijević 23 Tomić | Pabellón: Palau Blaugrana Asistencia: 1 000 espectadores Árbitros: Antonio Conde Ruiz Fernando Calatrava Cuevas Arnau Padrós Feliu Televisión: |  |

| Pasa a semifinales Barça |

### Lenovo Tenerife-Hereda San Pablo Burgos
| 1 de junio de 2021 19:45 (CET) Partido 1 | Lenovo Tenerife                                                 | 86–78 (Series: 1-0)      | Hereda San Pablo Burgos                       | San Cristóbal de La Laguna |  |
|                                          | Parciales: 19-14, 26-28, 21-13, 20-23                           |                          |                                               | |  |
|                                          | Estadísticas Shermadini 16 Shermadini 6 Huertas 5 Shermadini 24 | Reporte Pts Reb Asts Val | Estadísticas 14 Salvó 7 Salvó 6 Cook 21 Salvó | Pabellón: Pabellón Insular Santiago Martín Asistencia: 0 espectadores Árbitros: Miguel Ángel Pérez Pérez Jordi Aliaga Solé Vicente Martínez Silla Televisión: |  |

| 3 de junio de 2021 19:45 (CET) Partido 2 | Hereda San Pablo Burgos                             | 68–92 (Series: 0-2)      | Lenovo Tenerife                                             | Burgos |  |
|                                          | Parciales: 26-23, 15-12, 11-31, 16-26               |                          |                                                             | |  |
|                                          | Estadísticas Kravić 20 Kravić 7 Renfroe 5 Kravić 23 | Reporte Pts Reb Asts Val | Estadísticas 20 Huertas 5 Sulejmanović 9 Huertas 28 Huertas | Pabellón: Coliseum Burgos Asistencia: 879 espectadores Árbitros: Antonio Conde Ruiz Luis Miguel Castillo Larroca Alberto Baena Arroyo Televisión: |  |

| Pasa a semifinales Lenovo Tenerife |

## Semifinales

### Real Madrid-Valencia Basket
| 6 de junio de 2021 18:30 (CET) Partido 1 | Real Madrid                                           | 81–70 (Series: 1-0)      | Valencia Basket                                                           | Madrid |  |
|                                          | Parciales: 25-14, 19-24, 14-8, 23-24                  |                          |                                                                           | |  |
|                                          | Estadísticas Causeur 24 Garuba 12 Alocén 8 Tavares 27 | Reporte Pts Reb Asts Val | Estadísticas 11 Labeyrie, Hermannsson 12 Dubljević 4 Kalinić 16 Dubljević | Pabellón: WiZink Center Asistencia: 1 000 espectadores Árbitros: Emilio Pérez Pizarro Jordi Aliaga Solé Luis Miguel Castillo Larroca Televisión: |  |

| 8 de junio de 2021 21:15 (CET) Partido 2 | Valencia Basket                                                | 85–67 (Series: 1-1)      | Real Madrid                                             | Valencia |  |
|                                          | Parciales: 24-18, 20-11, 20-19, 21-19                          |                          |                                                         | |  |
|                                          | Estadísticas Labeyrie 18 Dubljević 7 Hermannsson 5 Labeyrie 22 | Reporte Pts Reb Asts Val | Estadísticas 13 Carroll 6 Tyus 3 Alocén, Taylor 12 Tyus | Pabellón: Pabellón Fuente de San Luis Asistencia: 1 000 espectadores Árbitros: Carlos Peruga Embid Òscar Perea Lorente Alberto Sánchez Sixto Televisión: |  |

| 10 de junio de 2021 22:00 (CET) Partido 3 | Real Madrid                                        | 80–77 (Series: 2-1)      | Valencia Basket                                                   | Madrid |  |
|                                           | Parciales: 22-18, 20-21, 17-16, 21-22              |                          |                                                                   | |  |
|                                           | Estadísticas Garuba 16 Garuba 14 Llull 5 Garuba 23 | Reporte Pts Reb Asts Val | Estadísticas 13 Kalinić 5 Labeyrie 3 Van Rossom 14 Tobey, Kalinić | Pabellón: WiZink Center Asistencia: 1 000 espectadores Árbitros: Antonio Conde Ruiz Carlos Peruga Embid Jordi Aliaga Solé Televisión: |  |

| Pasa a la final Real Madrid |

### Barça-Lenovo Tenerife
| 7 de junio de 2021 21:15 (CET) Partido 1 | Barça                                                   | 112–69 (Series: 1-0)     | Lenovo Tenerife                                           | Barcelona |  |
|                                          | Parciales: 18-18, 25-18, 40-18, 29-15                   |                          |                                                           | |  |
|                                          | Estadísticas Mirotić 21 Abrines 6 Calathes 7 Mirotić 23 | Reporte Pts Reb Asts Val | Estadísticas 14 Guerra 4 Shermadini 7 Fitipaldo 12 Guerra | Pabellón: Palau Blaugrana Asistencia: 1 000 espectadores Árbitros: Juan Carlos García González Fernando Calatrava Cuevas Martín Caballero Madrid Televisión: |  |

| 9 de junio de 2021 21:15 (CET) Partido 2 | Lenovo Tenerife                                                | 80–68 (Series: 1-1)      | Barça                                               | San Cristobal de la Laguna |  |
|                                          | Parciales: 15-19, 23-16, 20-20, 22-13                          |                          |                                                     | |  |
|                                          | Estadísticas Huertas 26 Shermadini 10 Huertas 11 Shermadini 37 | Reporte Pts Reb Asts Val | Estadísticas 15 Gasol 9 Mirotić 7 Calathes 21 Gasol | Pabellón: Pabellón Insular Santiago Martín Asistencia: 1 000 espectadores Árbitros: Emilio Pérez Pizarro Antonio Conde Ruiz Sergio Manuel Rodríguez Televisión: |  |

| 11 de junio de 2021 22:00 (CET) Partido 3 | Barça                                            | 89–72 (Series: 2-1)      | Lenovo Tenerife                                                 | Barcelona |  |
|                                           | Parciales: 23-21, 23-18, 22-11, 21-22            |                          |                                                                 | |  |
|                                           | Estadísticas Gasol 15 Gasol 5 Mirotić 4 Gasol 24 | Reporte Pts Reb Asts Val | Estadísticas 19 Doornekamp 5 Doornekamp 9 Huertas 22 Doornekamp | Pabellón: Palau Blaugrana Asistencia: 1 000 espectadores Árbitros: Emilio Pérez Pizarro Fernando Calatrava Cuevas Luis Miguel Castillo Larroca Televisión: |  |

| Pasa a la final Barça |

## Final

### Real Madrid-Barça
| 13 de junio de 2021 18:30 (CET) Partido 1 | Real Madrid                                           | 75–89 (Series: 0-1)      | Barça                                                 | Madrid |  |
|                                           | Parciales: 20–15, 16–18, 16–29, 23–27                 |                          |                                                       | |  |
|                                           | Estadísticas Tavares 16 Tavares 11 Llull 3 Tavares 26 | Reporte Pts Reb Asts Val | Estadísticas 26 Higgins 8 Gasol 4 Calathes 26 Higgins | Pabellón: WiZink Center Asistencia: 1 000 espectadores Árbitros: Carlos Peruga Embid Jordi Aliaga Solé Martín Caballero Madrid Televisión: |  |

| 15 de junio de 2021 22:00 (CET) Partido 2 | Barça                                                        | 92–73 (Series: 2-0)      | Real Madrid                                         | Barcelona |  |
|                                           | Parciales: 26-15, 22-15, 29-25, 15-18                        |                          |                                                     | |  |
|                                           | Estadísticas Mirotić 27 Smits, Gasol 6 Calathes 7 Mirotić 35 | Reporte Pts Reb Asts Val | Estadísticas 15 Abalde 6 Tavares 5 Alocén 21 Abalde | Pabellón: Palau Blaugrana Asistencia: 1 000 espectadores Árbitros: Antonio Conde Ruiz Emilio Pérez Pizarro Luis Miguel Castillo Larroca Televisión: |  |

| Ganador ACB 2020-21 |
| ------------------- |
| Barça 19.º título   |